# Arnold Mercator
Pour les articles homonymes, voir Mercator.
Arnold Mercator (31 août 1537, Louvain - 6 juillet 1587, Duisbourg) est un cartographe, mathématicien et philologiste. Il est le fils de Gérard Mercator et le frère aîné de Rumold Mercator.

## Biographie
Dès sa jeunesse, Arnold Mercator s'intéresse à la cartographie et réalise dès 1558 une carte de l'Islande. En 1559, il entre au service de l’archevêque de Trèves puis l'année suivante dresse un plan de la ville de Cologne qu'il publie en 1571 sur 16 planches. 
Il meurt d'une pneumonie en 1587. Lui survivent 13 enfants dont plusieurs seront eux aussi cartographes.